# Confederazione Italiana Sindacati Lavoratori

Confederazione Italiana Sindacati Lavoratori (CISL) är en italiensk facklig centralorganisation som representerar olika katolska grupper knutna till kristdemokratin i Italien. CISL bildades den 30 april 1950 när katoliker i Confederazione Generale Italiana del Lavoro (CGIL) lämnade den senare efter meningsskiljaktigheter med kommunisterna angående en generalstrejk.